# Exerzitien im Alltag
Exerzitien im Alltag sind christliche geistliche Übungen, die die Teilnehmer im Alltagsleben zur vertieften Beschäftigung mit ihrem Glauben, ihrer Beziehung zu Gott und mit der Bibel motivieren und anleiten sollen.

## Grundgedanke
Exerzitien als geistliche Übung, sich mit dem eigenen Glauben, Gott und der Bibel in einem geschützten Rahmen, oft in einem Kloster oder einem Bildungshaus, für die Zeitspanne von einigen Tagen bis mehreren Wochen zurückzuziehen, gehen auf den hl. Ignatius von Loyola (1491–1556), den Gründer des Jesuitenordens, zurück. Der hl. Ignatius empfahl, auch Menschen, die sich nicht für eine solche Zeitspanne von Verpflichtungen frei machen könnten, ein Angebot zu machen, mit dem ihnen in ihrem alltäglichen Leben Exerzitien ermöglicht würden. Dennoch blieb es über eine lange Zeit bei Exerzitien als Mehrtagesveranstaltung, meist in einem Exerzitienhaus.

## Umsetzung
1965 wurde in der Zeitschrift Christus ein Artikel des französischen Exerzitienbegleiters und Instruktors für das Tertiat Antoine Delchard unter dem Namen Die Entscheidung im Alltag übersetzt. Dieser Impuls der Exerzitien im Alltag wurde vielfach aufgegriffen, so auch von Heinz Schulte SJ, dem Lehrbeauftragten für Philosophiegeschichte, klassische Logik und Metaphysik an der Hochschule für Philosophie in Pullach und seit 1971 in München. Pater Heinz Schulte (* 23. März 1931 in Karlsruhe; † 22. Juli 2022 in München) hatte vor seiner Berufung an die Hochschule von 1963 bis 1964 sein Tertiat bei Antoine Delchard in Saint-Martin-d’Ablois absolviert. Er gab viele Exerzitienkurse in den verschiedensten Milieus; zunächst für Jugendliche, Abiturienten und Studenten, später aber auch für Seminaristen und Ordensleute. Von 1984 bis 2000 war er Spiritual am Herzoglichen Georgianum in München und dadurch geistlicher Begleiter ganzer Priestergenerationen.
1968 verlegte der Frankfurter Josef Knecht Verlag eine Anthologie von Artikeln der Zeitschrift Christus unter dem Titel Erziehung zur christlichen Freiheit. Herausgeber dieses seinerzeit weit verbreiteten Buches war Peter Henrici, seit 1960 Professor für neuere Philosophiegeschichte an der Päpstlichen Universität Gregoriana in Rom. In dieses Buch wurde der Artikel Die Entscheidung im Alltag von Antoine Delchard aufgenommen, so dass der Impuls der Exerzitien im Alltag nach Frankreich auch in Deutschland weite Verbreitung finden konnte.
Seit etwa 1980 wurden Exerzitien im Alltag verstärkt wiederentdeckt und gewinnen wachsende Bedeutung. Besonders von Seiten der Jesuiten und dem Jugendverband der Gemeinschaft Christlichen Lebens (GCL) wurden Exerzitien im Alltag für alle Bevölkerungsschichten angeboten. Bald übernahmen Pfarreien und Einrichtungen in der katholischen Kirche, später auch in der evangelischen Kirche diese Idee und begannen ihrerseits, Konzepte zu entwickeln und Exerzitien im Alltag durchzuführen.
Der Ablauf ist jeweils sehr ähnlich:
- Ein Informationsabend ermöglicht Interessierten, sich mit dem Konzept vertraut zu machen und sich für die Exerzitien anzumelden.
- Ein wöchentliches Treffen blickt auf die vergangenen Tage zurück und wie es dem Teilnehmer mit seinen Übungen ergangen ist. Zudem werden Impulse für die kommenden Tage gegeben.
- Die Teilnehmer werden angehalten, täglich einige Minuten im Gebet und der Schriftbetrachtung zu verbringen sowie den Tag bewusst zu reflektieren.

Die Exerzitien im Alltag werden oft in den Bußzeiten (der Advents- und der Fastenzeit) jedoch auch außerhalb dieser Zeiten angeboten. Geleitet werden sie sowohl von Klerikern, Ordensleuten, als auch von interessierten und ausgebildeten kirchlichen Mitarbeitern und Gemeindemitgliedern. Es gibt Exerzitien im Alltag zu unterschiedlichen Leitthemen.

## Online-Exerzitien
Bei „Online-Exerzitien“ leben die Teilnehmenden wie bei Exerzitien im Alltag zu Hause und gehen ihrer gewöhnlichen Betätigung nach. Vier Wochen lang bekommen sie täglich per E-Mail einen kurzen Impuls  zugeschickt, der kurz genug ist, um sich tagsüber im Kopf damit beschäftigen zu können. Abends sollte Zeit für einen kurzen Tagesrückblick sein, und einmal pro Woche korrespondiert der Teilnehmer mit seinem Begleiter der Exerzitien. Die Begleiter sind Jesuiten und andere Theologinnen und Theologen. Gemeinsame Treffen sind nicht vorgesehen.